# 9211 Neese
9211 Neese (1995 SB27) là một tiểu hành tinh vành đai chính được phát hiện ngày 19 tháng 9 năm 1995 bởi Spacewatch ở Kitt Peak.